# 高平圩
高平圩是中国广东省广州市从化区的一个自然村。在太平镇南面约8千米，为高田村的驻地。民国6年（1917年）在此地设立圩市，由于此地地势相对周边略高且较为平坦，因此将其定名为高平圩。1953年，高平圩停止集市贸易活动。1998年时，全村有3户人家。